# Jocelyn Flores
Singles de XXXTentacion
Str8 Shot
(2017) Again
(2017)
Jocelyn Flores est un single écrit et interprété par le rappeur américain XXXTentacion. Il est initialement sorti comme deuxième morceau de son premier album studio 17 le 25 août 2017, avant d'être envoyé à la radio rythmique le 31 octobre en tant que deuxième single de l'album. Il est un hommage à l'amie décédée de XXXTentacion, dont le nom est l'homonyme de la chanson.

## Contexte
La chanson est dédiée à Jocelyn Amparo Flores, une jeune de seize ans originaire du Bronx qui a ensuite déménagé à Cleveland (Ohio). Elle s'est envolée pour la Floride pour rencontrer XXXTentacion et s'est ensuite suicidée le 14 mai 2017. La vie et la mort de Flores ont fait l'objet de rumeurs et de désinformation, qui ont été abordées dans un article en septembre 2018 sur The Daily Beast. La jeune fille se serait suicidée sous les effets de la drogue après avoir faussement été accusée du vol d’argent appartenant au rappeur.

## Composition
La chanson est construite autour d'un extrait de la chanson du producteur Potsu "I'm Closing My Eyes", qui comprend des voix de Clara Nicole Simms,, plus connue sous le nom de Shiloh Dynasty. Elle apparait dans plusieurs morceaux du rappeur.

## Performance commerciale
Jocelyn Flores entre au numéro 31 du Billboard Hot 100 et atteint le numéro 19 après la mort de XXXTentacion. Il fait ses débuts au numéro 56 du UK Singles Chart, vendant 5 998 unités. La chanson entre au numéro 14 du UK R&B Chart et au numéro 2 du UK Independent Chart.